# (35077) 1990 OT2
(35077) 1990 OT2 es un asteroide perteneciente al cinturón de asteroides descubierto el 30 de julio de 1990 por Henry E. Holt desde el Observatorio del Monte Palomar, Estados Unidos.

## Designación y nombre
Designado provisionalmente como 1990 OT2.

## Características orbitales
1990 OT2 está situado a una distancia media del Sol de 2,244 ua, pudiendo alejarse hasta 2,660 ua y acercarse hasta 1,828 ua. Su excentricidad es 0,185 y la inclinación orbital 5,308 grados. Emplea 1228,44 días en completar una órbita alrededor del Sol.

## Características físicas
La magnitud absoluta de 1990 OT2 es 15,1. 